# Трънка
Трънката (Prunus spinosa) е вид покритосеменно растение от семейство Розови (Rosaceae).
Плодовете и цветовете на трънката се използват като лечебно средство за храносмилателни разстройства от древни времена. В България, плодовете на трънката са сред най-събираните билки, използвани за приготвянето на чай, сокове, вина и тинктури.

## Разпространение
Видът произлиза от Европа, Западна Азия и Северозападна Африка.
Натурализирано е в Нова Зеландия, Тасмания и източните части на Северна Америка.
В България се среща из цялата страна до около 1200 m надморска височина.

## Описание
Трънката е голям листопаден храст или малко дърво, достигащо височина 5 метра, с черна кора и плътни, твърди, бодливи клони. Листата са овални, дълги 2 – 4,5 cm и широки 1,2 – 2 cm, с назъбени ръбове. Цветовете са около 1,5 cm в диаметър, с пет кремавобели венчелистчета. Те се появяват малко преди листата в началото на пролетта и са хермафродитни и опрашвани от насекомите.
Плодовете са костилкови, нарастващи до 10 – 12 mm в диаметър, черни с лилаво-син восъчен налеп, узряващи през есента. Те са със силно стипчив вкус, когато са пресни.

## Приложение
Цветовете имат лаксативно и диуретично свойство, а листата помагат при възпаление на бъбреците и пикочния мехур. Плодовете, от друга страна, имат запичащо свойство и помагат при различни стомашни разстройства и диария.
Семената на плодовете съдържат цианогенни глюкозиди, флавоноиди, инвертна захар, пектини, витамин С, танини, багрила, органични киселини, тлъсто масло и други. Цветовете съдържат флавоноиди, цианогенни глюкозиди, захари, минерални соли, восъци и други.
В България се добиват средно 4 килотона трънки, като повечето от тях се изнасят за Западна Европа.